# 小林和行
小林 和行（こばやし かずゆき、1949年7月23日 - ）は、日本の建築家、実業家。元オフコースのメンバー。兵庫県出身。

## 経歴
聖光学院中学校・高等学校を経て、1973年 早稲田大学理工学部金属工学科卒業。

### オフコース時代
早稲田大学1年在学中、地主道夫脱退の後、小田和正、鈴木康博のジ・オフ・コースにベーシストとして参加してコンサート活動を開始する。
1971年10月5日シングル『夜明けを告げに/美しい世界』、1972年4月シングル『おさらば/悲しきあこがれ』のレコーディングに参加。
1972年5月13日にTBSで放送された『第1回東京音楽祭』に出場し『おさらば』を歌う。

### 脱退後
- 1976年 早稲田大学建築学科卒業後、安井建築設計事務所に就職。
- 1987年 株式会社K3建築設計事務所（K3institute）を設立して、現在に至る。

## 主な作品
- 1986年、枚方の家（住宅建築1986年10月号）
- 1989年、八ヶ岳の別荘（住宅特集1989年10月号）
- 1989年、博多・い津み（福岡市、新建築1989年11月号）
- 1991年、シティパル綱島
- 1995年、上永谷の家
- 1996年、JUST本社ビル
- 1997年、上野毛の家
- 1998年、下連雀の家
- 2001年、天神YLビル（福岡市）
- 2001年、シティケア長住（福岡市）
- 2007年、アイランドシティ・インフィニガーデン（福岡市）
- 2008年、根津の家
- 2012年、代官山IMS
- 2014年、MUSE代官山
- 2014年、太陽の丘クリニック（福岡市）
- 2016年、軽井沢の別荘